# Cory Weeds’ Cellar Jazz Club
Cory Weeds’ Cellar Jazz Club war ein Jazzclub in Vancouver, benannt nach dem Saxophonisten Cory Weeds (* 5. Dezember 1973 in Burnaby, British Columbia).

## Geschichte
Cory Weeds’ Cellar Jazz Club (auch The Cellar Restaurant & Jazz Club) in Vancouver, 3611 West Broadway, war ein Jazzclub, der sich in seinem Namen auf den früheren Cellar Jazz Club der 1950er- und frühen 1960er-Jahre bezog. Dieser lag in 2514 Watson Street, bestand bis 1963 und erlebte u. a. Auftritte von Don Cherry, Paul Bley, Art Pepper, Dave Pike, Ornette Coleman, Charles Mingus und Barney Kessel.
Der Nachfolge-Club wurde 2000 von dem Saxophonisten Cory Weed gegründet. Dort entstanden u. a. Aufnahmen von Mike LeDonne (Speak, 2012), Brian Lynch (Fuchsia/Red), Kevin Dean (Ubiquitous, 2011), Joel Haynes/Seamus Blake (Transitions), Lewis Nash (Highest Mountain, 2012), ferner von lokalen Musikern wie Ernesto Cervini, Jennifer Scott (Live at The Cellar) und Amanda Tosoff.
Über die 2014 erfolgte Schließung des zuletzt defizitären Jazzclubs hinaus führt der Ex-Inhaber und Tenorsaxophonist Cory Weeds das Platten-Label Cellar Live. 2014 brachte es das Album von Champian Fulton: Change Partners: Live at the Yardbird Suite (mit Jodi Proznick (b), Julian MacDonough (dr) und Cory Weeds (ts) heraus.